# Thirst trap

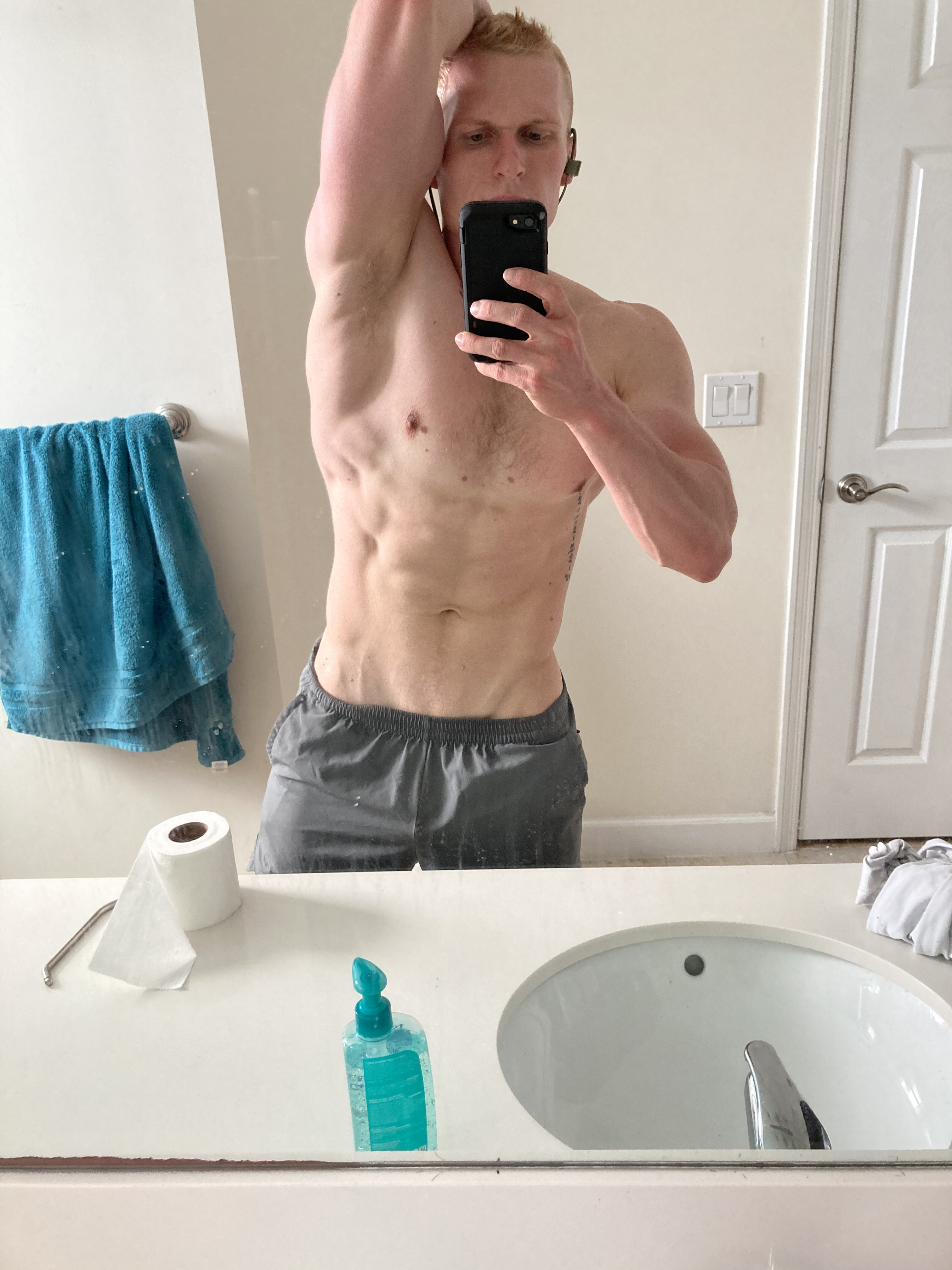
Una thirst trap masculina que caracteriza los rasgos masculinos; principalmente sus músculos definidos.

Una thirst trap (lit. «trampa de sed» en inglés) es un tipo de publicación en las redes sociales que tiene como objetivo atraer sexualmente a los espectadores.
Su nombre en inglés se refiere a la «sed» de un usuario, un coloquialismo que compara la frustración sexual con la deshidratación, lo que implica desesperación. Originario de principios de la década de 2010, el significado ha cambiado con el tiempo.

## Historia
La cultura de la thirst trap se derivó de la cultura de las selfis.
El término thirst trap surgió en Twitter y Urban Dictionary en 2011, casi al mismo tiempo que el auge de Snapchat, Instagram y aplicaciones de citas en línea como Tinder. En 2011, Urban Dictionary lo definió como «cualquier declaración utilizada para crear intencionalmente atención o 'sed'».

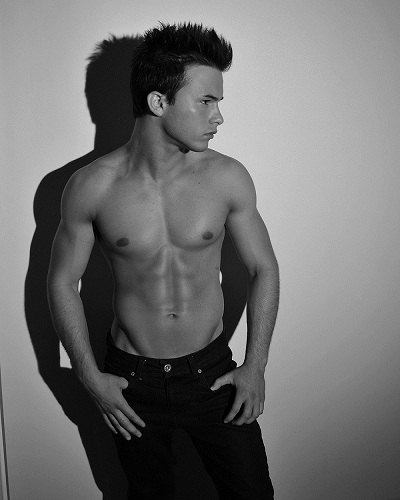
Thirst trap

En 2018, se informó que entró en uso común, ya que fuentes de medios de comunicación como The New York Times y GQ comenzaron a usar la expresión sin aclarar su definición.

## Uso del término
A menudo, el término thirst trap describe una imagen atractiva de una persona que se publica en línea.

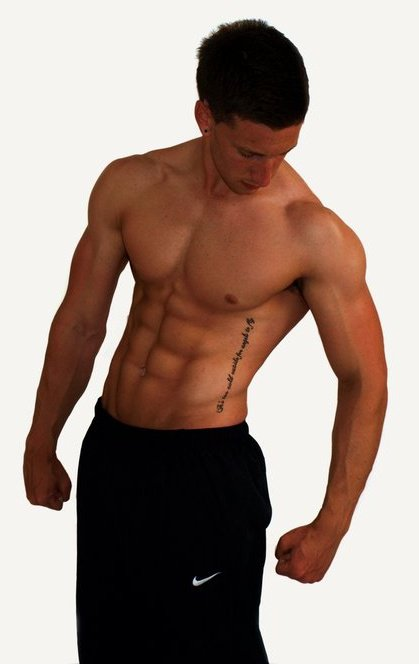
Thirst trap.

La thirst trap también puede describir a una persona considerada atractiva en medios digitales. Por ejemplo, el primer ministro de Canadá Justin Trudeau ha sido descrito como una thirst trap política.
También se ha descrito como una forma moderna de «pescar cumplidos».

## Motivación

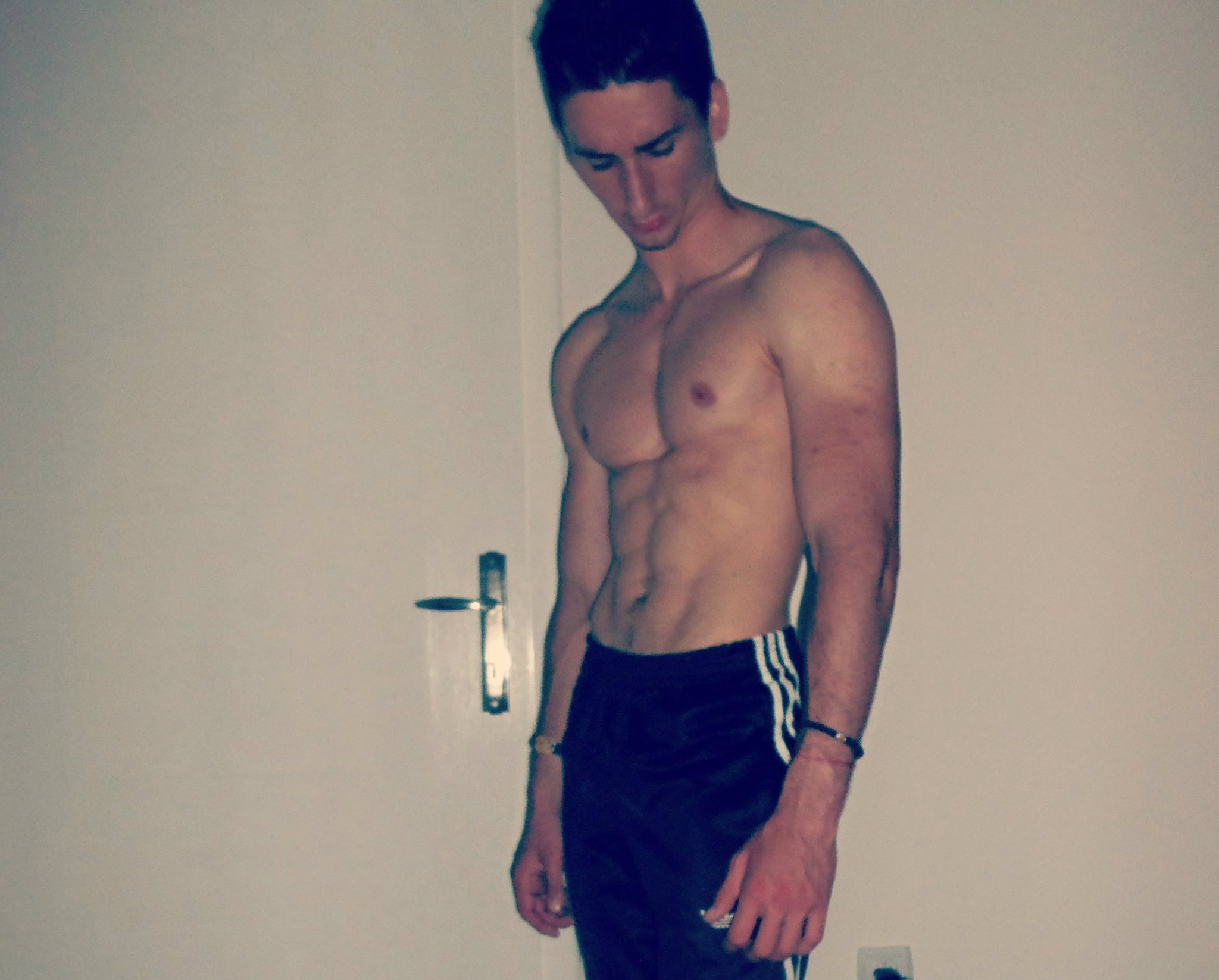
Thirst trap.

Puede haber varias motivaciones detrás de una thirst trap. Las personas pueden buscar «me gusta» y comentarios en las redes sociales, lo que puede proporcionar un impulso temporal en la autoestima y la validación. Publicar una thirst trap también puede ser una forma de expresar su sexualidad. Las thirst trap también pueden contribuir a la marca personal. A veces, puede haber un beneficio financiero por compartir una thirst trap.
Algunos publican thirst traps como una forma de lidiar con la angustia emocional, como después de una ruptura. Además, estas imágenes pueden usarse para molestar a un examante.
Compartir una thirst trap también se ha utilizado como una forma de conectarse en tiempos de aislamiento social, como por ejemplo, durante la pandemia de COVID-19, donde se informó que había habido un aumento en la frecuencia e intensidad de las thirst trap.

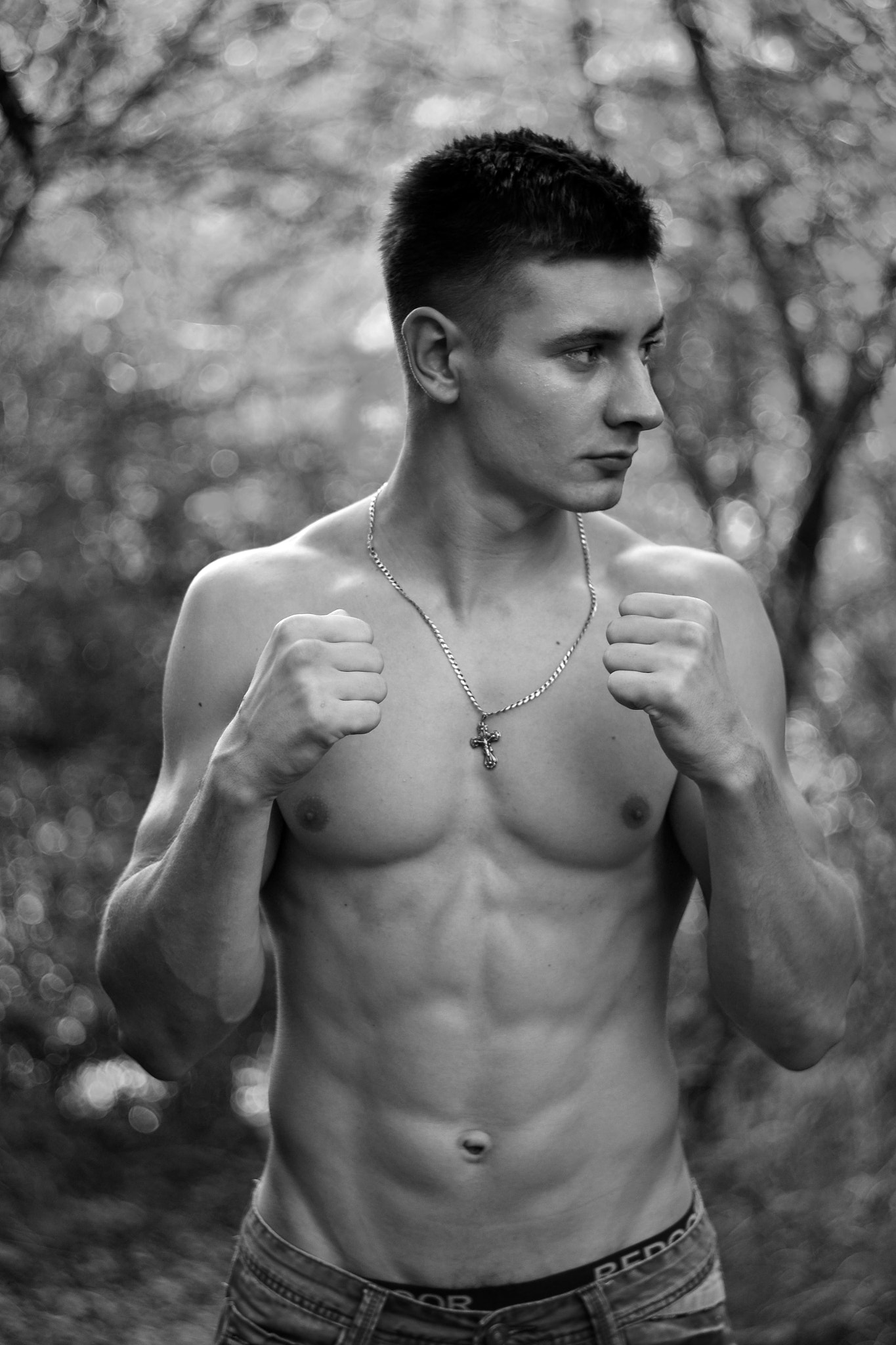
Thirst trap.

Desde un punto de vista fisiológico, las endorfinas y los neurotransmisores como la oxitocina y la dopamina pueden liberarse con el proceso de compartir thirst traps, lo que genera una sensación de placer y una alternativa ambigua o masturbatoria para el contacto sexual físico real.

## Metodología
Se han desarrollado metodologías para tomar una foto óptima para una thirst trap. Al reportar para la revista Vice, Graham Isador descubrió que varios de sus contactos en las redes sociales pasaban mucho tiempo considerando cómo tomar la mejor foto y qué texto debían usar. Consideraron ángulos e iluminación física. A veces hacían uso de la función de temporizador automático disponible en algunas cámaras.
A menudo, las partes del cuerpo se muestran sin ser demasiado explícitas (por ejemplo, protuberancias de los genitales masculinos, escote de los senos, músculos abdominales, músculos pectorales, espalda, nalgas).

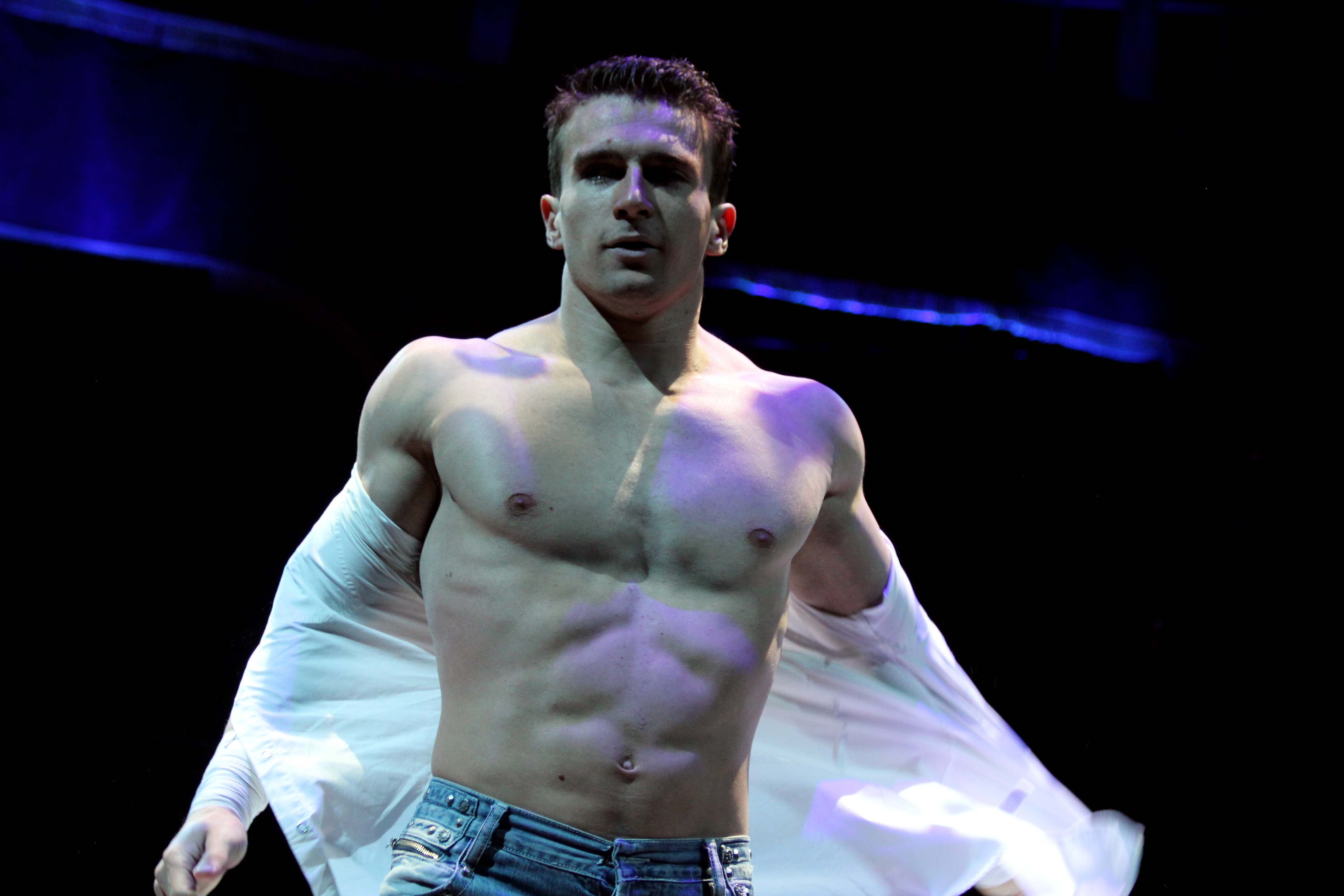
Thirst trap.

A menudo, la thirst trap va acompañada de una leyenda. Por ejemplo, en octubre de 2019, Tracee Ellis Ross publicó fotos de bikini en Instagram con una leyenda que incluía el mensaje: «I've worked so hard to feel good in my skin and to build a life that truly matches me and I'm in it and it feels good. ... No filter, no retouch 47 year old thirst trap! Boom!» («He trabajado tan duro para sentirme bien en mi piel y para construir una vida que realmente se adapte a mí y estoy en ella y se siente bien ... Sin filtro, sin retoque, ¡Thirst trap de 47 años! ¡Boom!»).
En Instagram, #ThirstTrapThursdays (#JuevesDeThirstTrap) es una etiqueta popular. Los seguidores responden por turno después de una publicación.

## Variaciones

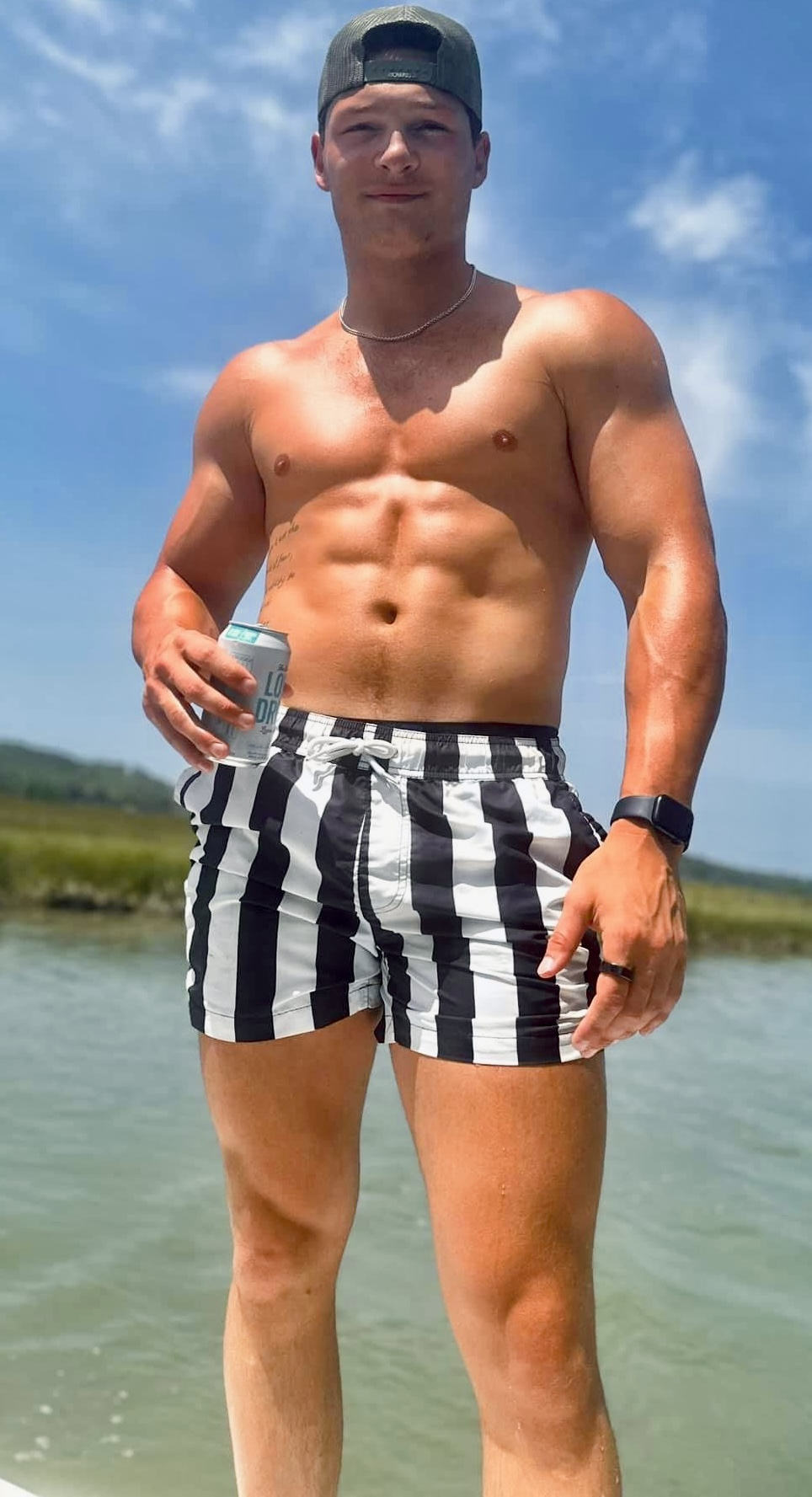
Thirst trap

«Gatsbying» es una variación de la thirst trap, donde uno coloca publicaciones en las redes sociales para atraer la atención de un individuo en particular. El término alude a la novela El gran Gatsby, donde el personaje Jay Gatsby organizaba fiestas extravagantes para atraer la atención de su interés amoroso, Daisy Buchanan. «Instagrandstanding» es un nombre alternativo para esto, una combinación de «Instagram» y «grandstanding» («grandilocuencia» en inglés).
Se ha desarrollado también la «wholesome trapping» («trampa sana»), en la que se publican imágenes de aspectos más significativos de la vida, como pasar tiempo con amigos o realizar actividades al aire libre.

## Críticas
Algunos han criticado las thirst trap como un método poco saludable para recibir validación externa, y que este deseo de validación externa puede ser adictivo.
Las thirst trap pueden ejercer presión para mantener una buena apariencia física y, por lo tanto, causar problemas de autoestima. Además, las thirst trap suelen estar muy coreografiadas y, por lo tanto, presentan una percepción distorsionada de la realidad. La creación de thirst traps puede verse limitada cuando uno entra en una relación y/o con el tiempo a medida que el cuerpo envejece.
En algunos casos, las thirst trap pueden provocar acoso y bullying en línea. En abril de 2020, Chrissy Teigen publicó un video de ella usando un traje de baño negro de una pieza, y recibió una multitud de comentarios negativos que constituyeron humillación corporal, como por ejemplo, «Narcissistic much? Cover up, you're not that hot.» («¿Demasiado narcisista? Cúbrete, no eres tan sexy.»).

## Notabilidad en la cultura

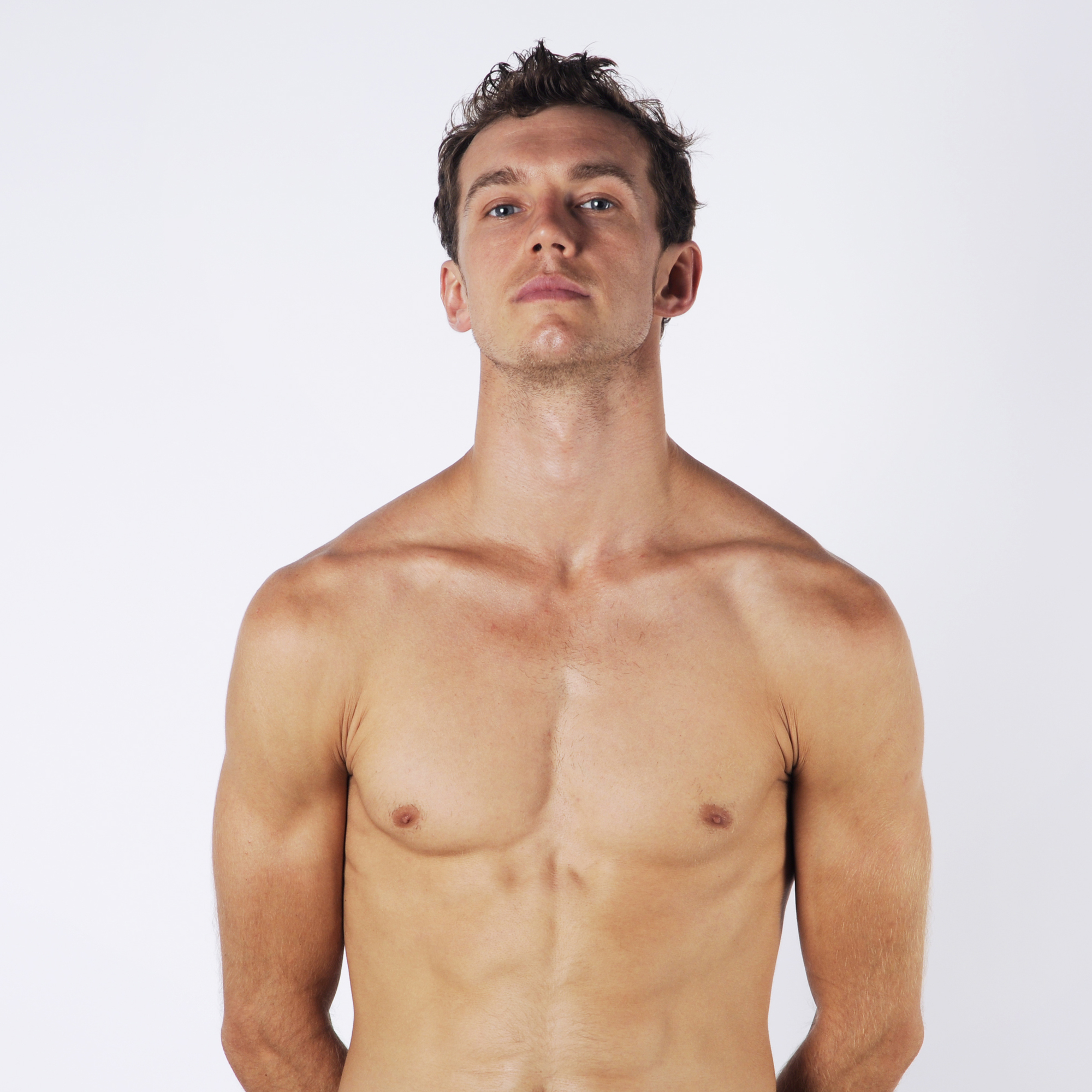
Thirst trap.

Numerosas celebridades han sido reconocidas por sus repetidas thirst traps, en particular Kim Kardashian, Amber Rose y Rihanna. The Jonas Brothers también se han destacado por sus thirst trap creadas durante un período prolongado. Publicaciones como BuzzFeed y Vibe han creado compilaciones de las «mejores» thirst trap de celebridades.
Vine también se usó como una plataforma para compartir videos de thirst trap, utilizados por la comunidad de mujeres queer en particular. Las thirst trap también son prolíficas en la comunidad gay.
Se ha argumentado que Instagram en sí mismo es esencialmente una representación de una «thirst trap gigante».
En 2018, Jeffree Star presentó un tono de lápiz labial llamado «thirst trap».
En 2019, Four Loko encargó un estudio en el que se analizaron 60 000 imágenes de Instagram de 50 ciudades de los Estados Unidos y 10 ciudades internacionales para ver la tasa de prevalencia de thirst trap. Se descubrió que Miami tiene la tasa de prevalencia más alta en los Estados Unidos, con 36 de cada 1000 fotos que son thirst trap.